# Alexis Lebrun
Pour les articles homonymes, voir Lebrun.
Alexis Lebrun  est un pongiste français, né le 27 août 2003 à Montpellier (Hérault).
En simple, il est triple champion de France 2022, 2023 et 2024 ainsi que champion d'Europe en 2024 et vainqueur du Top 16 européen en 2025. En février 2025, à la suite de son parcours jusqu'en demi-finale du WTT Smash Singapour de 2025, il monte à la place n°10 du classement mondial et rejoint donc son frère Félix dans le top 10 mondial. 
En double hommes, il forme avec son frère cadet Félix Lebrun, qui est le 5e joueur au classement mondial en simple à cette même date, un duo classé numéro un mondial après avoir remporté le titre de champion d'Europe 2024 et le WTT Finals. Alexis, tout comme son frère cadet, est décrit comme un « phénomène du tennis de table français » en raison de ses performances à la fois exceptionnelles et précoces (il a été classé numéro un mondial des moins de 19 ans).

## Biographie
Alexis Lebrun découvre le tennis de table très jeune, dès l'âge de trois ans, par son environnement familial. Son père, Stéphane Lebrun, est ancien no 7 français et champion de France en double,. De même, son oncle Christophe Legoût, est triple champion de France, 5e aux Jeux de Sydney en 2000 et ancien 14e  mondial. Durant son enfance, il pratique le basket puis le tennis jusqu'à l'âge de dix ans pour choisir finalement le tennis de table.
Il développe plusieurs maladies de croissance tout au long de son adolescence. Entre ses dix ans et ses dix-sept ans, il souffre de blessures récurrentes, au coude et au genou notamment, qui freinent sa progression,. Il a deux sœurs aînées, Margaux et Roxane. Cette dernière, née avec un seul ventricule, a été opérée six fois à cœur ouvert, et est un modèle pour ses deux frères qui ont appris à relativiser leur réussite sportive,.
Avec son frère, il a un parcours atypique. En effet ils ne sont jamais passés par les structures fédérales de très haut niveau comme l'Institut national du sport, de l'expertise et de la performance (INSEP) ou le pôle France à Nantes. Ils s'entraînent au pôle espoir de Montpellier depuis leurs débuts et ils ne l'ont jamais quitté.
Ils ont tout une équipe autour d'eux, avec Nathanaël Molin, leur coach et Jérémy Surault, leur préparateur physique. Ceux-ci ont notamment innové dans les méthodes d’entraînements comme le dit Jérémy Surault : « On s'inspire des Chinois, mais on ne peut pas copier un pays avec une culture si différente, où on mange avec les hanches en position ouverte. Il faut trouver une autre façon de faire ».
Le 8 septembre 2024, il est invité avec son petit frère Félix Lebrun au ZEvent à Montpellier, un événement internet caritatif organisé par le streamer Adrien Nougaret, alias Zerator.
Médaillé de bronze en équipe aux Jeux olympiques d'été de 2024, il est nommé chevalier de l'ordre national du Mérite le 14 septembre 2024.

## Carrière

### Parcours jeune
Alexis Lebrun se classe parmi les meilleurs de sa catégorie d'âge au niveau national et européen. Il décroche les Eurominichamps en 2014 et 2015,.
Il devient double champion de France junior de tennis de table en 2020 et 2021 en simple.

### Année 2021
Aux championnats de France de tennis de table senior, il remporte le titre en double messieurs avec Esteban Dorr. Il est défait en demi-finale en simple après une défaite contre le n°1 français Simon Gauzy, futur vainqueur de la compétition,,.

### Année 2022
Il accède aux demi-finales en simple du WTT Contender de Doha et au WTT Feeder de Düsseldorf, respectivement en mars et mai 2022,,. Avec son frère ils s'imposent également dans la compétition double messieurs de ce même Feeder. Il accède au rang de no 44 mondial et à celui de no 1 mondial des moins de 19 ans en mai 2022,,,.
Il devient champion de France 2022 en simple après avoir défait Simon Gauzy en finale. Il remporte également le titre en double mixte avec Camille Lutz. En août 2022, il est battu en finale simple du WTT Contender de Tunis par le Brésilien Hugo Calderano, après avoir battu le Japonais Tomokazu Harimoto et le vice champion du monde 2019 Mattias Falck au tour précédent.
Il perd en demi-finale messieurs des championnats d'Europe 2022 avec son frère Félix contre la paire Gardos-Habesohn. Il gagne par conséquent sa première médaille de bronze au niveau européen.
Alexis Lebrun est sélectionné en Équipe de France aux côtés d'Emmanuel Lebesson, son frère Félix et Jules Rolland aux championnats du monde par équipe en Chine, à Chengdu. L'équipe s'incline en quart de finale face à l'équipe allemande.

### Année 2023
En mars 2023 il conserve son titre de champion de France en battant son jeune frère Félix en finale.
En avril 2023, il remporte une victoire en cinq sets (11-7, 8-11, 11-5, 5-11, 11-9) contre le numéro 1 mondial et vice-champion olympique, le Chinois Fan Zhendong en quart de finale du tournoi de Macao.
Le 27 juin 2023 il échoue en demi-finale des Jeux européens à Cracovie en étant battu par le portugais Marcos Freitas par 4 manches à 2. Il remporte la médaille de bronze après le forfait de son adversaire Andrej Gaćina. Le 1er juillet, il remporte la médaille de bronze par équipes composées de Félix Lebrun, Can Akkuzu, Simon Gauzy contre le Portugal.
En septembre 2023, aux championnats d'Europe par équipes à Malmö, il est médaillé de bronze avec l'équipe de France. Leur parcours s'arrête en demi-finale par une défaite 3-1 contre la Suède, pays hôte et futur vainqueur de la compétition.
Puis en octobre, au WTT Star Contender de Lanzhou avec son frère Félix, il remporte le titre en double messieurs du tournoi. Cette première victoire de la paire sur le circuit international leur permet de passer à la cinquième place mondiale.

### Année 2024
En janvier, il remporte la médaille de bronze au Top 16 européen, après avoir notamment battu son frère Félix en quart de finale. Il est éliminé par Truls Möregårdh en demi-finale (4 sets à 1).
En février, il est médaillé d'argent aux Championnats du monde de tennis de table par équipes 2024, à Busan (Corée du Sud), avec son frère Félix, Simon Gauzy, Jules Rolland et Lilian Bardet. L'équipe de France est défaite en finale par la Chine (3 matchs à 0). Cela faisait 27 ans que l'équipe de France masculine n'avait pas remporté de médaille aux championnats du monde par équipes (la dernière étant également une médaille d'argent en 1997).
En mars, aux championnats de France senior, il remporte un cinquième et un sixième titre national en devenant champion de France en double messieurs avec son frère Félix et en simple messieurs en battant une nouvelle fois son frère cadet en finale.
En juin, au WTT Contender de Zagreb, en Croatie, il remporte deux titres internationaux : en double messieurs, avec Simon Gauzy, puis, pour la première fois de sa carrière, en simple.
Lors des Jeux olympiques, il est éliminé au premier tour du tableau de double mixte, et par Hugo Calderano au 3e tour du tableau de simple. Il remporte la médaille de bronze par équipes, associé à son frère Félix ainsi qu'à Simon Gauzy.
En octobre 2024, il remporte le titre en simple et en double lors des championnats d'Europe 2024, devenant ainsi le troisième français Champion d'Europe après Jacques Secrétin en 1976 et Emmanuel Lebesson en 2016.
Fin novembre, Alexis remporte avec son petit frère Félix le titre du tableau de double messieurs du WTT Finals à Fukuoka au Japon en battant la paire japonaise Shunsuke Togami / Hiroto Shinozuka en 3 sets à 2. Les deux frères se hissent par la même occasion à la 1re place du classement mondial de double. C'est la première fois qu'une paire française, et même européenne, effectue cette performance. 
Cette victoire les fait connaître du grand public : ils sont début 2025 à la 31e place du classement du JDD sur les célébrités les plus appréciées des Français.

### Année 2025
En février, au Grand Smash de Singapour 2025, premier grand chelem de l'année, Alexis se hisse en demi-finale après avoir éliminé Dang Qiu sur le score de 4 sets à 2. C'est la première fois de sa carrière qu'il atteint ce niveau de la compétition sur un Grand Smash. Opposé à Lin Shidong lors de cette demi-finale, il s'incline sur le score de 4 sets à 0. Son parcours dans cette compétition lui permet tout de même d'intégrer le top 10 mondial pour la première fois. 
Le 23 février, il remporte le Top 16 européen aux dépens du Slovène Darko Jorgic, qui avait remporté les 3 précédentes éditions du tournoi. C'est la première fois qu'un français réalise cette performance depuis Jean-Philippe Gatien en 1997.
En mars, il passe top 9 mondial, son meilleur classement en carrière.
Le 22 mars, Alexis et son frère Félix deviennent champions de France en double pour la deuxième année consécutive face à la paire Esteban Dorr et Florian Bourrassaud . Le lendemain, Alexis s'incline face à son frère en finale des championnats de France en simple messieurs au terme du septième sets. À la fin de ce match, Alexis se fracture le cinquième métacarpien (l’os à la base de l'auriculaire) de la main droite, en frappant la table du poing, de frustration, et annonce qu'il va devoir s'absenter des compétitions suivantes pour se soigner (WTT Champions d'Incheon et Coupe du Monde de Macao). Il espère revenir aux Championnats du Monde à Doha.
Alexis revient à la compétition lors des Championnats du Monde de Doha après sa blessure. Il passe aisément le 1er tour en éliminant Kokou Fanny sur le score de 4 sets à 0. Il est cependant déclaré forfait pour la suite de la compétition en simple car le protocole médical de récupération ne lui permet pas l’enchaînement de deux matchs le même jour. Il reste cependant engagé en double avec son frère Félix avec qui il obtiendra la médaille de bronze.

## Parcours en club
Il effectue un court passage à l'AS Pontoise Cergy TT en Pro A en tant que joker médical pour la saison 2021-2022. Il gagne des matchs contre de bons joueurs comme Omar Assar, n°1 du championnat,,. Il joue en Pro B pour la saison 2022-2023, après avoir remporté le titre en nationale 1, avec le club de Montpellier tennis de table.
Il devient champion de France de Pro B avec son club pour la saison 2022-2023. L'Alliance Nîmes-Montpellier accède ainsi à la pro A. Il devient champion de France par équipe avec son club le 29 juin 2025.

## Palmarès

### Palmarès jeune
- 2 fois Champion de France Juniors en simple (2020, 2021)

- Vice-Champion de France Juniors en double (2021)

- Médaille d’argent aux Championnats d’Europe Juniors par équipe (2021)

- Champion d’Europe Juniors en double mixte (2021)

- Médaille de bronze aux Championnats d’Europe Juniors en simple (2021)

- 2 fois Champion Euro Mini Champ’s 2003 (2014, 2015)

### Palmarès senior

#### Jeux Olympiques
- Médaille de bronze aux Jeux Olympiques de Paris par équipes (2024)

#### Championnats du monde
- Médaille d'argent aux Championnats du monde par équipes (2024)
- Médaille de bronze aux Championnats du monde individuels en double messieurs (2025)

#### Championnats d'Europe
- Champion d'Europe en simple messieurs (2024)
- Champion d'Europe en double messieurs (2024)
- Médaille de bronze au Top 16 Européen (2024)
- Médaille de bronze aux Championnats d’Europe par équipes (2023)
- Médaille de bronze aux championnats d’Europe de Munich en double (2022)

#### Jeux Européens
- Médaille de bronze aux Jeux européens de Cracovie par équipes (2023)
- Médaille de bronze aux Jeux européens de Cracovie en simple (2023)

#### Circuit WTT
- Médaille d’or au WTT Contender de Zagreb en simple (2024)
- Médaille d’or au WTT Contender de Zagreb en double (2024)
- Médaille de bronze au WTT Star Contender Goa en double mixte (2024)
- Médaille de bronze au WTT Finals Doha en double (2024)
- Champion du WTT Star Contender Lanzhou en double (2023)
- Médaille de bronze au WTT champions de Macao en simple (2023)
- Médaille d’argent au WTT Contender de Tunis en simple (2022)
- Médaille d'or au WTT Feeder de Düsseldorf en double (2022)
- Médaille de bronze au WTT Saudi Smash en double (2024)
- Médaille de bronze au WTT China Smash en double (2024)
- Médaille d'or au WTT Finals de Fukuoka en double (2024)
- Médaille de bronze au WTT Singapour Smash en double (2025)
- Médaille de bronze au WTT Singapour Smash en simple (2025)

#### Top 16 européen
- Vainqueur en simple (2025).

#### Championnat de France
- 3 fois Champion de France en simple (2022, 2023 et 2024)
- 3 fois Champion de France en double (2021, 2024 et 2025)
- Champion de France en double mixte (2022)
- Champion de France par équipes en championnat  de France Pro A avec l'Alliance Nîmes/Montpellier (2024-2025)
- Champion de France par équipes en championnat de France Pro B avec l'Alliance Nîmes/Montpellier (2022-2023)
- Vice-Champion de France (2025)[58]

## Décorations
- Chevalier de l'ordre national du Mérite (2024)[59]

## Sponsorat
Comme son frère Félix, il est parrainé depuis ses débuts par la marque Butterfly.
Il met un terme à sa collaboration avec Butterfly en 2022. Il signe chez Tibhar le 5 septembre 2022 pour un contrat de six ans, comme son frère Félix. Lors du WTT Champions de Montpellier de 2024, les deux pongistes ont prolongé leur contrat avec Tibhar jusqu'en 2032.
Les deux frères sont aussi sponsorisés par :
- La banque en ligne BoursoBank
- La marque française de prêt-à-porter Jules
- Le Groupe Nicollin spécialisé dans le nettoyage urbain, de collecte et de retraitement des déchets
- Hylo Sport, spécialisé dans l'hydratation oculaire pour les sportifs
- Le groupe de grande distribution Carrefour
- L'opticien Optic2000
- Le gestionnaire de sites de congrès et d'exposition Viparis
- La marque automobile Leapmotor France[63] distribuée par Stellantis.

## Vie privée
Alexis Lebrun a une compagne, Melody Sok, pongiste amatrice, qui fut un temps chargée de sa communication numérique,.